# Ecnomina batyle
Ecnomina batyle là một loài Trichoptera trong họ Ecnomidae. Chúng phân bố ở miền Australasia.